# Musique progressive
Genres dérivés
(Musique électronique), metal progressif, rock néo-progressif, new prog, zeuhl, rock symphonique (Rock)
La musique progressive est un terme musical désignant une certaine approche en douceur de la composition appliquée à différents genres musicaux.

## Terminologie
La terminologie de musique progressive correspond aux évolutions d'un genre musical soit par l'innovation soit par l'incorporation d'instruments d'autres genres musicaux. Mais cela fait aussi référence, un peu plus rarement cependant, à une construction graduelle où l'énergie vient de façon progressive soit au cours d'un morceau soit au sein d'un même album. La musique électronique progressive se rapporte habituellement à un modèle de musique principalement instrumental, joué avec des synthétiseurs et influencé par divers styles musicaux tels que le rock progressif, la musique classique et/ou la musique ambient. Dans ce sens, le terme a été employé depuis la fin des années 1960 pour décrire les artistes rock tels que King Crimson, puis des artistes comme Klaus Schulze, Vangelis, Jean-Michel Jarre ou Tangerine Dream. Le cross-over jazz classique, tel que le pratique Jean-Christian Michel dans son style actuel avec des timbres de synthétiseurs peut par cet aspect se rattacher à la musique progressive.

## Histoire
En France, cette musique est incarnée principalement par des groupes comme Magma, Carpe Diem, Ange, ou Atoll.
Après l'apparition au début des années 1980 de la house à Chicago et de la techno à Détroit, le terme « progressive » est employé en référence tout à la fois au futur de la musique, à la musique du futur et une manière futuriste de penser la musique. Stacey Pullen, producteur techno de Détroit qui n'appartient pas au genre tel qu'il est aujourd'hui défini, explique ainsi dans une interview : « Avant, la musique qu'on appelait house, techno, était également appelée musique progressive – la définition de 'progressive' est une manière de penser à la musique futuriste. C'est ce qu'on appelait progressive. »
Depuis les années 1990, le terme désigne plus précisément différents styles de musiques électroniques de danse, tels que la house progressive ou la trance progressive, dont les morceaux répondent à une structure changeant progressivement, de manière incrémentale.

## Types

### Rock progressif
Le rock progressif est un genre musical directement issu du rock, mais est également influencé par le jazz, la musique classique, la musique contemporaine ou certaines musiques ethniques. Les influences principalement évoquées correspondent précisément au jazz/jazz-rock, aux Beatles/Beach Boys et au blues/rhythm and blues. Le style s'attache à être une musique libre, ne se limitant pas aux caractéristiques principales du rock (morceaux courts, rythme régulier, schéma classique couplet/refrain/couplet…). En comparaison, l'approche des artistes de rock progressif est assez similaire à celle des artistes de jazz, et plus précisément ceux du free jazz et du bebop[réf. nécessaire]. Les instruments prennent le pas sur les voix.

### House progressive

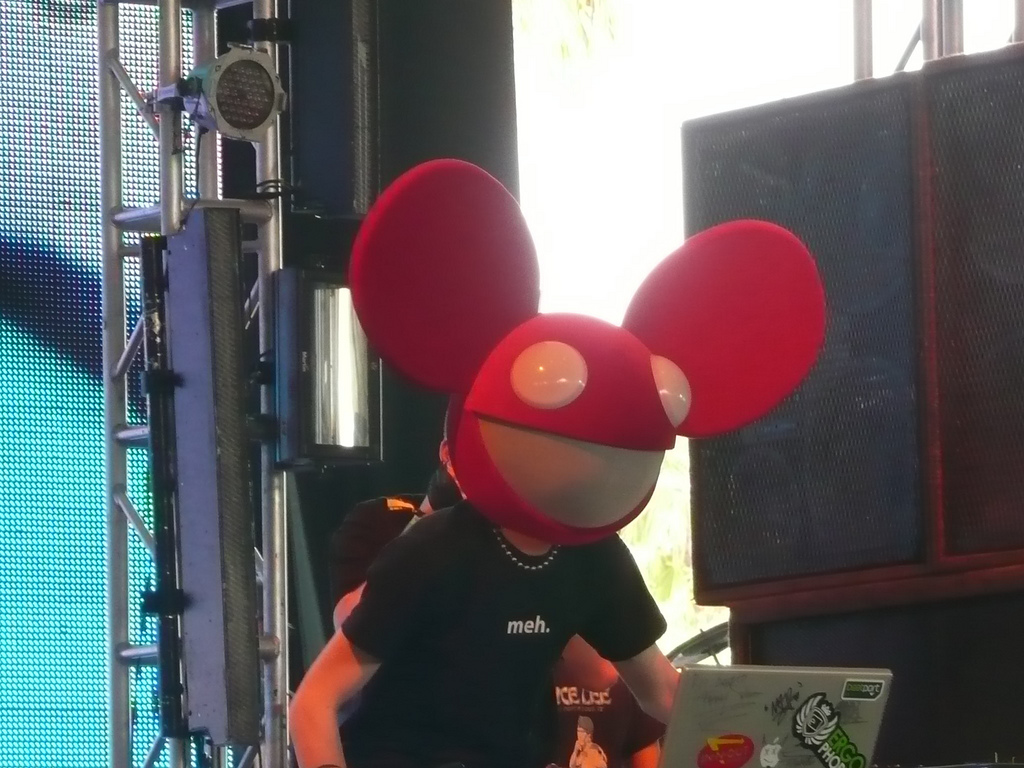
deadmau5 en concert au Festival Coachella, en 2008.

La house progressive émerge lors de la première vague de la musique house. Ce style musical peut être retracé au début des années 1990 dans la scène rave au Royaume-Uni, en Europe, en Australie et en Amérique du Nord. Un mélange de house américaine, house britannique, house italienne, house allemande, et techno émerge pendant cette même période. Le terme est principalement un terme commercial utilisé pour différencier la nouvelle rave house originaire de la house américaine traditionnelle. La house progressive provient directement de l'acid house de Chicago. Ce terme émerge de la scène rave aux alentours de 1990 et 1992, décrivant une nouvelle sonorité de musique house qui diffère de ses racines américaines. Ce terme a souvent été également utilisé pour décrire la trance pendant ses premières années.

### Trance progressive
La trance progressive actuelle reste relativement peu connue du grand public. Elle a les racines mélodiques de la trance sans le côté grandiloquent de ses grands arpèges de synthétiseurs. Ce style est apprécié par certains amateurs de trance et beaucoup de morceaux de trance progressive sont joués par des disc-jockeys trance comme Armin van Buuren, Tiësto, Paul Oakenfold, Jaytech, Leon Bolier, Gareth Emery, Solarstone, DJ Eco, Markus Schulz, Andy Moo, Mr Sam, Vibrasphère, James Grant, Above and Beyond et bien d'autres. Bien que l'on puisse danser sur de la trance progressive, elle n'est cependant pas une musique dansante proprement dite ; l'ambiance qui s'en dégage délaisse le côté énergique pour le côté euphorique et planant.
Les morceaux de trance progressive, comme toutes les musiques progressives, sont généralement longs  d'une dizaine de minutes et l'on retrouve souvent une structure où le morceau démarre et se termine progressivement. C'est d'ailleurs à cause de cette durée que ce style est moins populaire, ne pouvant pas passer à la radio en dehors des émissions nocturnes (généralement prévues pour ce type de musique) et étant donc moins connu du grand public. Cependant, de nombreux disc-jockeys (notamment ceux nommés au paragraphe plus haut) exploitent cette structure et les sonorités de la trance progressive au travers de leur mix pour amener des ambiances mélancoliques et créer une certaine euphorie chez le public. Ce sont pour les mêmes raisons que dans la pratique, elle est très souvent mélangé à de nombreux autres styles telle que la tech trance, la techno, voir la psytrance, plus underground.

### Psytrance progressive
La psytrance progressive (minimal psytrance, prog, ou psyprog), est édifiée en Europe au milieu des années 2000. Ce style, représenté par l'Allemand Daniel Vernunft alias Shiva Chandra, l'Israelien Yoni Oshrat aka Ace Ventura, le Suisse Nicola Capobianco sous le pseudonyme Liquid Soul entre autres est issu du croisement entre la trance psychédélique (psytrance) et de la house progressive. Plus lente, plus minimaliste et beaucoup moins énergique que la psytrance, elle est souvent jouée lors de warm-up en rave party, ou en matinée/journée dans les festivals trance et est appréciée pour son côté entraînant, euphorique et jovial.